# سیارک ۲۰۶۹۰
سیارک ۲۰۶۹۰ (به انگلیسی: 20690 Crivello، نامگذاری:1999VY66) بیست هزار و ششصد و نودمین سیارک کشف شده‌است که در ۴ نوامبر ۱۹۹۹ کشف شد.
قدر مطلق سیارک برابر ۱۷٫۸ است.